# Orde Civil de Sanitat
L'Orde Civil de Sanitat és la màxima orde civil espanyola que es concedeix, com a honor, distinció i reconeixement públics, per premiar mèrits, conductes, activitats o serveis rellevants o excepcionals, en l'àmbit de la sanitat. La poden rebre ciutadans espanyols o estrangers, en vida o a títol pòstum, així com persones jurídiques, en què la concessió caduca al cap de 12 anys.
L'ingrés a l'orde es concedeix anualment, en nom del rei, coincidint amb el Dia Mundial de la Salut, cada 7 d'abril.

## Història

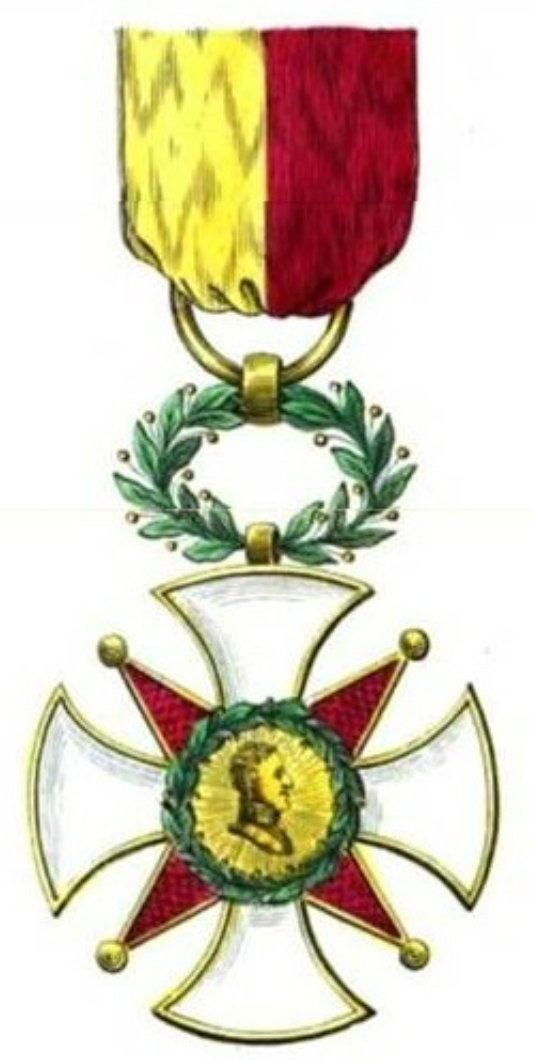
Creu d'Epidèmies, 1938.

La reina regent Maria Cristina de Borbó va establir la Creu d'Epidèmies per reial ordre de 15 d'agost de 1838, a petició de la Junta Superior de Medicina i Cirurgia d'Espanya. Posteriorment, a causa d'una epidèmia de còlera, es va crear l'Orde Civil de la Beneficència per reial decret de 17 de maig de 1856. Per reial decret de 29 de juliol de 1910, la Creu d'Epidèmies es va refondre en l'Orde Civil de la Beneficència. Aquesta situació va provocar seriosos desavantatges, ja que les dues condecoracions havien sigut creades per premiar accions diferents: la primera pel compliment rellevant de l'exercici de la professió sanitària i la segona per a la virtut de l'exercici de caritat en activitats no professionals.
Davant d'aquestes circumstàncies es va restablir, per decret de 27 de juliol de 1943, la Creu d'Epidèmies amb la nova denominació d'Orde Civil de Sanitat, separant-la de l'Orde de la Beneficència, amb tres graus: gran creu, encomana i creu senzilla.
Les insígnies de l'orde van ser creades per ordre ministerial de 8 de novembre del mateix any i el 3 de gener del 1944 es va establir la subcategoria d'encomana amb dret i ús de placa. Per ordre d'1 de juliol de 1961 es va crear el primer reglament de l'orde, per unificar-ne la normativa. Es va limitar el nombre de membres vius en la categoria de gran creu a 100, sense comptar els membres estrangers. A més, es va establir un consell de l'orde.

### Regulació actual
L'arribada de la democràcia va fer necessari adaptar la legislació als nous temps. Per això es va aprovar el reial decret de 30 de març de 1983, decret que regula l'orde actualment i que va derogar totes les disposicions anteriors. El decret confirmà les tres categories existents: gran creu, encomana i creu senzilla, així com la categoria especial d'encomana amb placa. També va limitar el nombre de concessions anuals a 5 grans creus, 10 encomanes amb placa, 20 encomanes i 50 creus, sense comptar les concessions a títol pòstum o a persones estrangeres.

## Consell de l'Orde

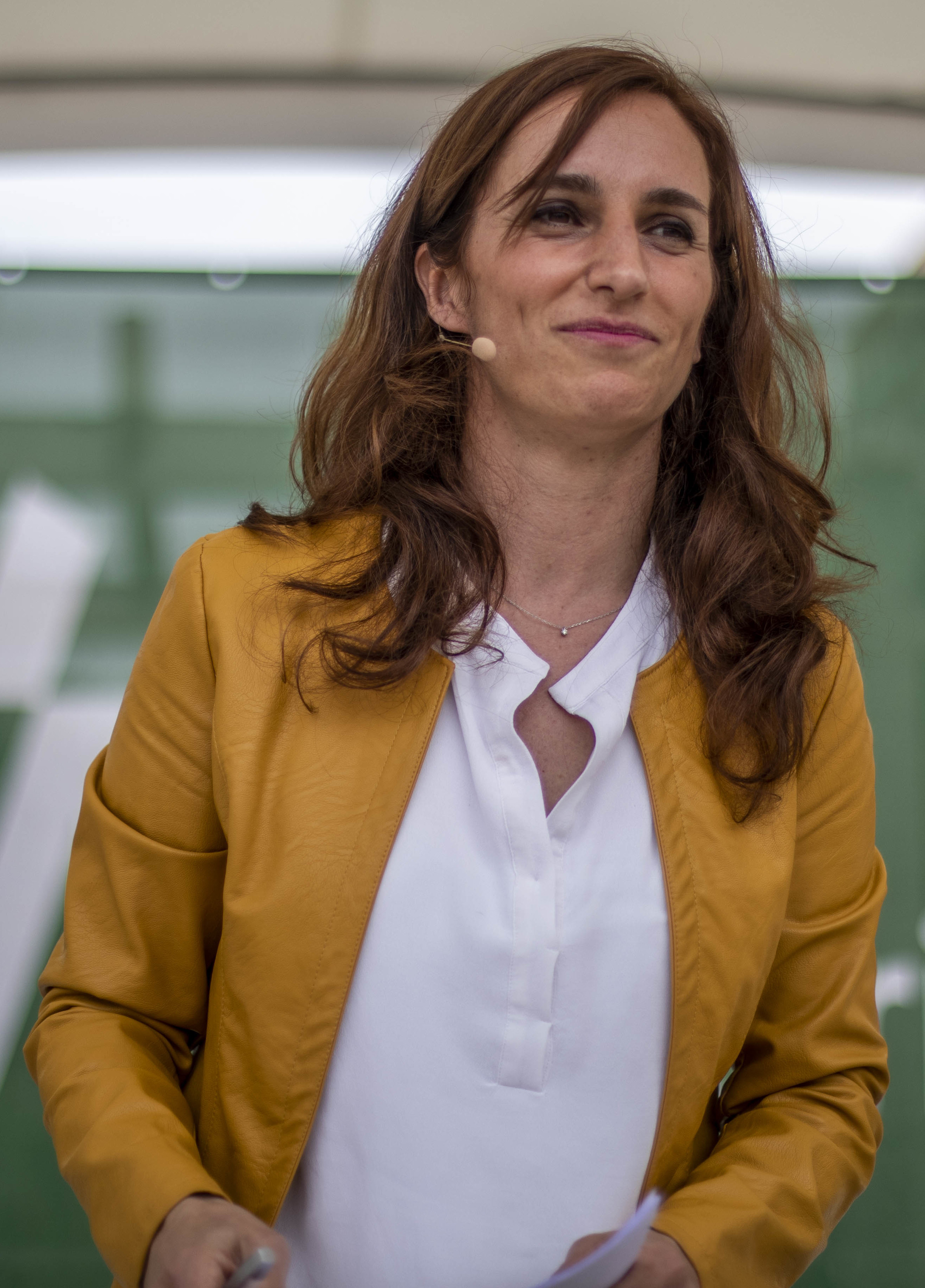
La ministra de Sanitat, gran cancellera de l'orde.

Les funcions i composició del consell estan regulades pel reial decret de 1983 i per les ordres de 1987 i 1997, que adapten la seva composició a l'estructura del Ministeri de Sanitat.
Correspon al consell elaborar informes sobre les propostes d'ingrés a l'orde. El secretari està encarregat de mantenir un llibre de registre de l'orde, on s'anoten totes les concessions i l'expedient dels membres de l'orde.
El Consell està format per:
- Gran cancellera: la ministra de Sanitat, Mónica García Gómez.
- Cancellera: la sotssecretària de Sanitat, Ana María Sánchez Hernández.
- Quatre vocals: dos membres de l'orde amb el grau de gran creu i dos amb el d'encomana, designats per la gran cancellera a proposta de la cancellera.
- Secretari: el secretari general tècnic del ministeri, Jacobo Fernández Álvarez.

## Graus i insígnies

### Gran Creu
També anomenada Gran Creu de Sanitat. Els condecorats amb aquest grau tenen dret a denominar-se cavallers i dames Gran Creu i reben el tractament d'excel·lentíssim senyor o senyora.
Les seves insígnies són dues: una creu amb els mateixos caràcters descrits per a la Creu Senzilla, però de 55 per 55 mil·límetres de mida i sobreposada en una placa d'or abrillantat que es porta al costat inferior esquerre; i la banda, de deu centímetres d'amplada i de color groc ocre, amb dues ratlles negres de dotze mil·límetres d'amplada situades a sis mil·límetres de cada vora. Va col·locada des de l'espatlla dreta al costat esquerre i rematada als extrems per una rosassa picada, confeccionada amb la mateixa cinta, de la que penjarà la creu.

### Encomana
També anomenada Encomana de Sanitat. Els condecorats amb aquest grau tenen dret a denominar-se cavallers i dames comanadors i reben el tractament d'il·lustríssim senyor o senyora.
La insígnia és igual que la creu senzilla, però s'ostenta penjant del coll mitjançant una cinta de tres centímetres d'amplada de color groc ocre amb dues ratlles negres de quatre mil·límetres d'amplada, situades a dos mil·límetres de distància de les vores.
L'encomana amb dret i ús de placa és una subcategoria especial que s'assimila a la de comanador de número d'altres ordes. Els condecorats amb aquest grau ostenten, a més de la insígnia de l'encomana, una placa igual que la del grau de Gran Creu, al costat inferior esquerre.

### Creu senzilla
També anomenada Creu de Sanitat. Els condecorats amb aquest grau tenen dret a denominar-se cavallers i dames de l'orde i reben el tractament de Senyor o Senyora.
La insígnia és una creu de quatre centímetres de diàmetre, de braços iguals, de forma tricúspide, esmaltada en blanc i rivetejats d'or amb les puntes rematades en globus del mateix metall. A l'espai comprès entre cada braç hi ha tres raigs d'or de cinc mil·límetres de longitud els laterals i de vuit mil·límetres el central. Al centre, de forma ovalada, hi haurà l'escut d'Espanya, esmaltat en colors sobre fons de gules, orlat per un lema en lletres daurades sobre fons del mateix color, que dirà: «AI Mérito Sanitario». Entre el braç superior de la creu i l'anella hi haurà una corona olímpica de fulles de roure a la dreta i palmell verd a la sinistra. A l'oval del revers de la creu i sobre fons d'atzur hi anirà l'emblema de la Sanitat Nacional, esmaltat en colors. La creu s'ostenta al pit esquerre penjant d'un passador amb una cinta de tres centímetres d'amplada de color groc ocre amb dues ratlles negres de quatre mil·límetres d'amplada, situades a dos mil·límetres de distància de les vores.

## Criteris de concessió i procediment

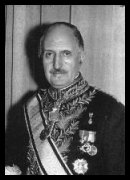
Gabriel Sánchez de la Cuesta, president de la Reial Acadèmia de Medicina de Sevilla, cavaller Gran Creu de l'orde.

Per a la concessió de l'orde, han de concórrer en l'interessat alguna de les següents circumstàncies:
- Haver dirigit o acomplert activitats de prevenció de malaltia o accidents, promoció de la salut o educació sanitària de la població, amb destacat encert i notòria oportunitat, evitant greus perills per a la salut pública o millorant sensiblement les condicions de salut de la població.

- Haver parat esment o assistència sanitària, de forma eficaç i rellevant, en supòsits importants de crisis o emergències sanitàries o amb dedicació continuada i permanent i exemplar al servei de la comunitat.

- Haver sofert accidents o contret malalties greus per causa i en benefici de funcions sanitàries o assistencials.

- Haver descobert o utilitzat per primera vegada un producte, tècnica o procediment l'eficàcia del qual o utilitat sanitària mereixi un judici general favorable.

- Haver realitzat estudis, recerques o treballs de notori mèrit i utilitat en l'àmbit sanitari o assistencial.

- Haver prestat serveis extraordinaris o de notòria utilitat per als interessos generals de salut de la comunitat.

L'ingrés a l'orde té un procediment diferent per a cada grau:
- Mitjançant un reial decret, acordat en Consell de Ministres a proposta del ministre de Sanitat, per al grau de Gran Creu.
- Mitjançant una ordre del ministre de Sanitat, per al grau d'Encomana.
- Mitjançant una resolució del sotssecretari de Sanitat, per al grau de Creu Senzilla.[9]